# White Light/White Heat (песня)
«White Light/White Heat» — песня американской рок-группы the Velvet Underground, она была выпущена синглом в январе 1968 года с их второго студийного альбома White Light/White Heat.

## История
«White Light/White Heat» была записана во время сессий для альбома White Light/White Heat в сентябре 1967 года на студии Scepter Studios в Манхэттене. Основной вокал на песне исполняет Лу Рид, бэк-вокал исполняют Джон Кейл и Стерлинг Моррисон. Как и песня «I'm Waiting for the Man» она примечательна своим стучащим рок-н-ролльно-трактирным стилем игры на пианино — остинато. Песня описывает ощущения от внутривенного употребления метамфетамина, на ней присутствует сильно искажённая бас-партия, которую играет Джон Кейл, исполняя всего один аккорд. Соло на бас-гитаре предположительно описывает пульсирующие, звенящие в ушах эффекты после употребления метамфетамина «раш».
«White Light/White Heat» была выпущена синглом в январе 1968 года на стороне «Б» песни «Here She Comes Now».
«White Light/White Heat» часто исполнялась группой на живых выступлениях, начиная с 1967 года. Она появляется на многочисленных живых альбомах-бутлегах, а почти 9 минутная версия песни включена в посмертный для группы двойной альбом 1969 Live, как одна из ключевых песен альбома.
Рид также записал живую версию песни в 1974 году, она появляется на его альбомах Rock ’n’ Roll Animal и Greatest Hits.
Лу Рид исполнял эту песню с многими известными музыкантами, такими как Дэвид Боуи, Metallica и The Raconteurs.

## Участники записи
- Лу Рид — вокал, ритм-гитара
- Джон Кейл — fuzz bass, пианино, бэк-вокал
- Стерлинг Моррисон — соло-гитара, бэк-вокал
- Морин Такер — перкуссия